# Loxoconcha globosa
Loxoconcha globosa is een mosselkreeftjessoort uit de familie van de Loxoconchidae. De wetenschappelijke naam van de soort is voor het eerst geldig gepubliceerd in 1965 door Schornikov.